# Église Santa Maria degli Angeli de Parme
L'église Santa Maria degli Angeli (Sainte-Marie-des-Anges), dite également dell'Addolorata (Notre-Dame-des-Douleurs), del Bambin Gesù (de l'Enfant-Jésus) ou delle Cappuccine Nuove (des Capucines-Neuves), est une église de Parme, en Italie, qui se trouve strada Farini.

## Histoire

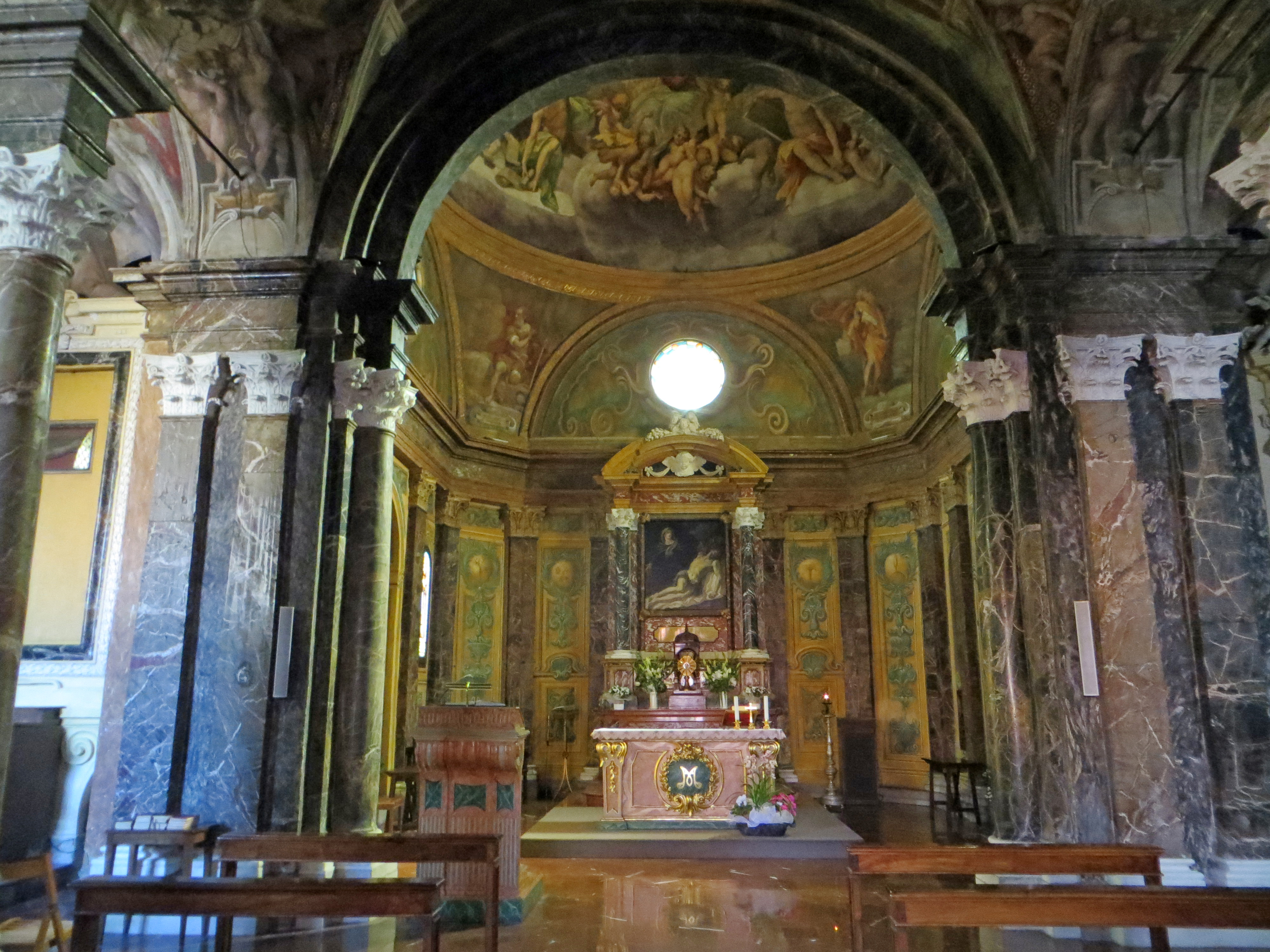
Nef centrale et maître-autel avec la Pietà de Ricci.

L'édifice est érigé pour abriter une image vénérable de la Vierge aux anges peinte à la fresque sur un rempart de Parme, près de la porte Neuve. La construction de l'église débute vers 1562, selon les dessins de l'architecte Giovanni Francesco Testa et elle est consacrée le 5 août 1569.
L'église est d'abord dévolue à une confraternité, mais le 20 juillet 1686 le duc Ranuce II, et Mère Lucia Ferrari de Guastalla, y fondent un couvent de clarisses capucines.
L'image de Notre Dame des Anges y est transférée et l'église et le couvent sont dédiés à Notre Dame des Douleurs ; mais à cause d'une statuette de l'Enfant Jésus qui y est également vénérée, l'église est souvent appelée église del Bambin Gesù.
Le couvent et son école de filles annexe tenue par les capucines sont confisqués en 1810. Le capucines, ainsi que leurs consœurs d'un autre couvent supprimé (celui de Sainte-Marie-des-Neiges, dit des Capucines-Vieilles), près de l'église San Michele, redonnent vie à la communauté en 1814.

## Description

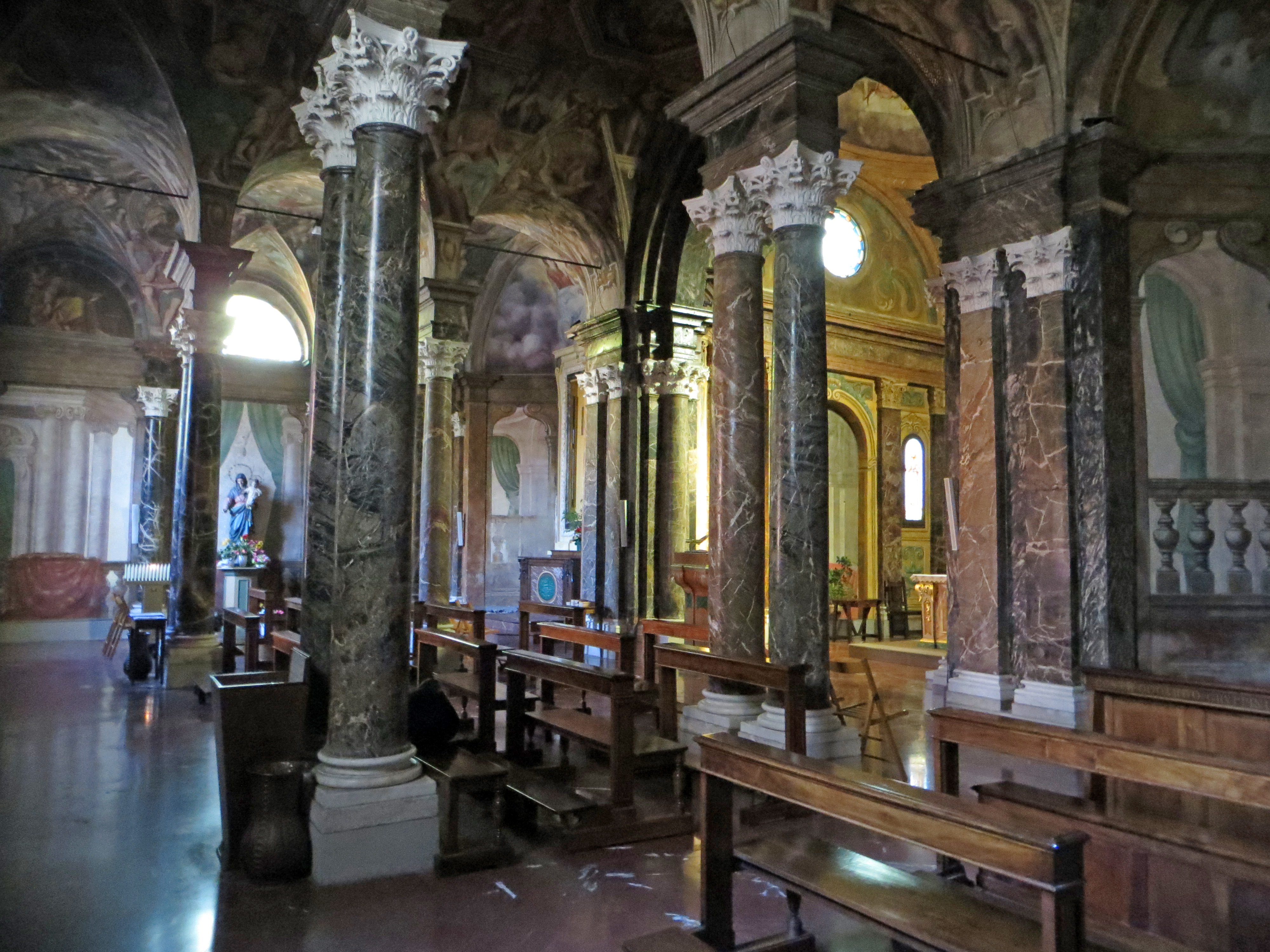
Intérieur

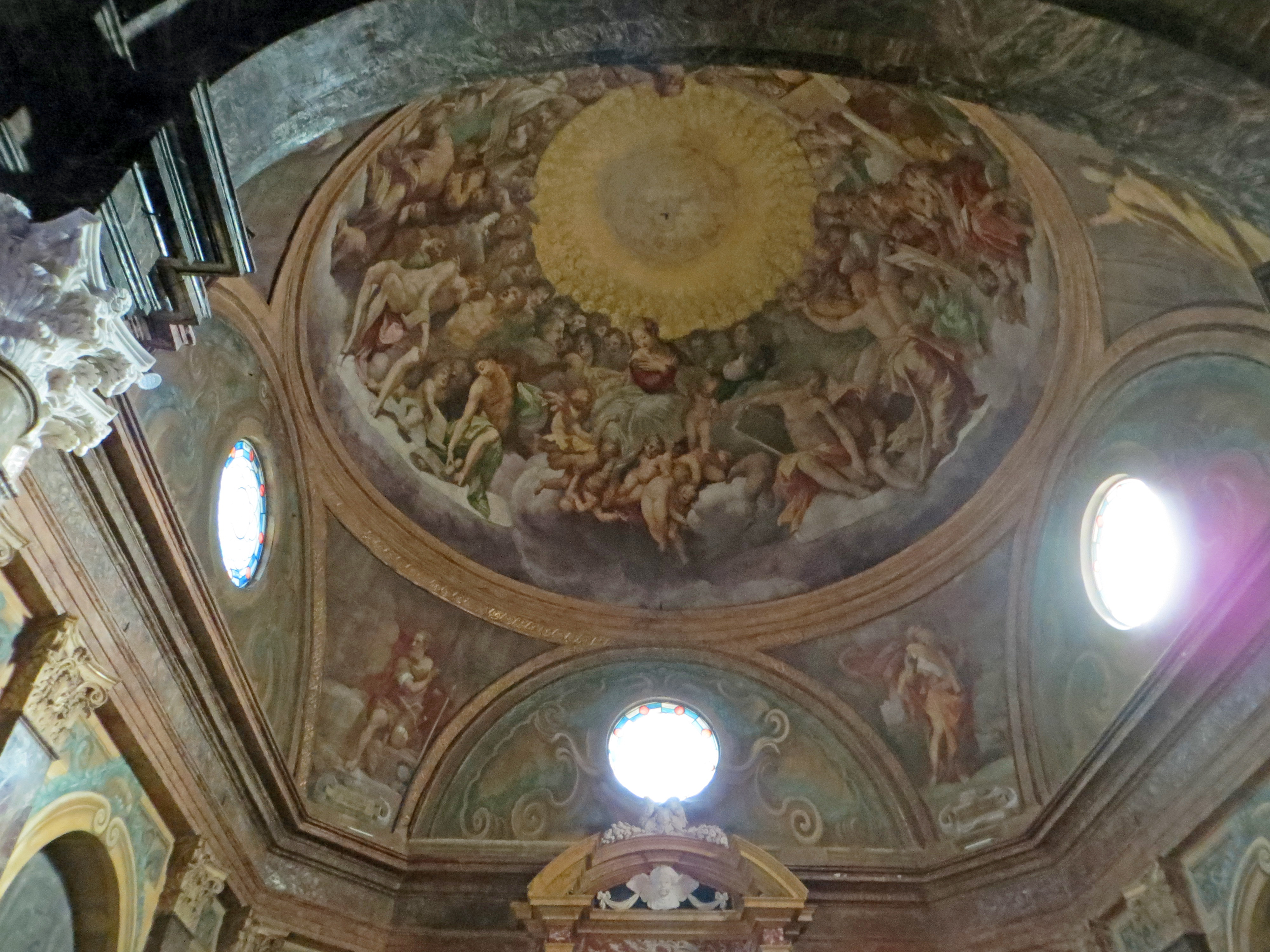
Coupole

L'église est de plan rectangulaire divisé en trois nefs séparées de colonnes doubles.
L'édifice est précédé d'un portique à trois fornici (fornix)  avec des arcs en plein cintre.
Les fresques de la coupole (avec l'Annonciation de la Sainte Vierge) et des pendentifs (avec les représentations d'Ézéchiel, de Gédéon, de Jessé et de Moïse) furent réalisées à partir de 1588 par Giovanni Battista Tinti; celles sur les parois des nefs, figurant l'histoire de Jésus ( à droite) et de Marie (à gauche), sont l'œuvre des frères Alessandro et Pier Antonio Bernabei.
Le tableau d'autel avec une Pietà est l'œuvre du peintre vénitien Sebastiano Ricci.

## Source de la traduction
- (it) Cet article est partiellement ou en totalité issu de l’article de Wikipédia en italien intitulé « Chiesa di Santa Maria degli Angeli (Parma) » (voir la liste des auteurs).